# Филип Пинел
Филип Пинел (на френски: Philippe Pinel) е френски лекар.

## Научна дейност
Пинел способства за развиването на по-човечни психологически подходи за грижата и лечението на психиатрични пациенти, днес обяснявано като морално лечение. Прави и важни приноси към класификацията на душевните болести и е описван от някои като „бащата на модерната психиатрия“.